# قائمة أنواع البروميليا
يوجد عدة أنواع من جنس البروميليا:	
- بروميليا أذينية (الاسم العلمي: Bromelia auriculata)
- بروميليا أغافية الأوراق (الاسم العلمي: Bromelia agavifolia)
- بروميليا أنبوبية (الاسم العلمي: Bromelia tubulosa)
- بروميليا بالنسية (الاسم العلمي: Bromelia balansae)
- بروميليا تسمانية (الاسم العلمي: Bromelia tessmannii)
- بروميليا خشنة (الاسم العلمي: Bromelia laciniosa)
- بروميليا ذهبية الأزهار (الاسم العلمي: Bromelia chrysantha)
- بروميليا رائعة (الاسم العلمي: Bromelia superba)
- بروميليا رملية (الاسم العلمي: Bromelia arenaria)
- بروميليا شعثاء (الاسم العلمي: Bromelia villosa)
- بروميليا صخرية (الاسم العلمي: Bromelia sylvicola)
- بروميليا صغرى (الاسم العلمي: Bromelia minima)
- بروميليا صغيرة (الاسم العلمي: Bromelia exigua)
- بروميليا عالية (الاسم العلمي: Bromelia alta)
- بروميليا فلمنغية (الاسم العلمي: Bromelia flemingii)
- بروميليا قدم الأرنب (الاسم العلمي: Bromelia lagopus)
- بروميليا قصيرة (الاسم العلمي: Bromelia humilis)
- بروميليا كبيرة الأزهار (الاسم العلمي: Bromelia grandiflora)
- بروميليا مكسيكية (الاسم العلمي: Bromelia mexicana)
- بروميليا ملازمة (الاسم العلمي: Bromelia epiphytica)
- بروميليا منشارية (الاسم العلمي: Bromelia serrata)
- بروميليا نصف كروية (الاسم العلمي: Bromelia hemisphaerica)
- بروميليا هشة (الاسم العلمي: Bromelia fragilis)
- (الاسم العلمي: Bromelia alsodes)
- (الاسم العلمي: Bromelia antiacantha)
- (الاسم العلمي: Bromelia aquosa)
- (الاسم العلمي: Bromelia araujoi)
- (الاسم العلمي: Bromelia arubaiensis)
- (الاسم العلمي: Bromelia binotii)
- (الاسم العلمي: Bromelia braunii)
- (الاسم العلمي: Bromelia charlesii)
- (الاسم العلمي: Bromelia eitenorum)
- (الاسم العلمي: Bromelia estevesii)
- (الاسم العلمي: Bromelia forsstroemii)
- (الاسم العلمي: Bromelia fosteriana)
- (الاسم العلمي: Bromelia glaziovii)
- (الاسم العلمي: Bromelia goeldiana)
- (الاسم العلمي: Bromelia goyazensis)
- (الاسم العلمي: Bromelia granvillei)
- (الاسم العلمي: Bromelia gurkeniana)
- (الاسم العلمي: Bromelia hieronymi)
- (الاسم العلمي: Bromelia horstii)
- (الاسم العلمي: Bromelia ignaciana)
- (الاسم العلمي: Bromelia interior)
- (الاسم العلمي: Bromelia irwinii)
- (الاسم العلمي: Bromelia karatas)
- (الاسم العلمي: Bromelia legrellae)
- (الاسم العلمي: Bromelia lindevaldae)
- (الاسم العلمي: Bromelia macedoi)
- (الاسم العلمي: Bromelia moensii)
- (الاسم العلمي: Bromelia morreniana)
- (الاسم العلمي: Bromelia nidus-puellae)
- (الاسم العلمي: Bromelia obtusiflora)
- (الاسم العلمي: Bromelia oliveirae)
- (الاسم العلمي: Bromelia palmeri)
- (الاسم العلمي: Bromelia perigrina)
- (الاسم العلمي: Bromelia pinguin)
- (الاسم العلمي: Bromelia poeppigii)
- (الاسم العلمي: Bromelia redoutei)
- (الاسم العلمي: Bromelia regnellii)
- (الاسم العلمي: Bromelia reversacantha)
- (الاسم العلمي: Bromelia rondoniana)
- (الاسم العلمي: Bromelia scarlatina)
- (الاسم العلمي: Bromelia serra)
- (الاسم العلمي: Bromelia tarapotina)
- (الاسم العلمي: Bromelia textilis)
- (الاسم العلمي: Bromelia trianae)
- (الاسم العلمي: Bromelia urbaniana)